# ماریا کیزلیووا
ماریا کیزلیووا (به روسی: Мари́я Киселёва - Mariya Kiselyova) شناگر اهل روسیه است. وی در بین سال‌های ‎۲۰۰۰ تا ۲۰۰۴ میلادی در مسابقات بازی‌های المپیک تابستانی در مجموع ۳ مدال طلا را کسب کرد.